# Helmer Lind
Helmer Lind (13. maj 1862 i Tønder – 9. september 1934) var en dansk journalist og redaktør, far til Mogens Lind.
Han var søn af cand.jur., senere borgmester i Rudkøbing August Emil Lind (1825-1891) og hustru Nathalie Bertha Frederikke født Hoff (1835-1914), blev student fra Herlufsholm 1880 og tog filosofikum. Fra 1887 var Lind journalist ved Aftenbladet, 1897-1903 redaktør af samme avis, 1904-08 redaktør ved Illustreret Tidende og i 1908 redaktør af Adresseavisen. Han anmeldte bl.a. bøger af Henrik Pontoppidan.
Fra 1904 var han desuden assistent i Landbygningernes alm. Brandforsikring. Han har sammen med Albert Gnudtzmann skrevet: Stor-København.
Han var gift med skuespillerinde Emma født Riegels (3. december 1871 i Slagelse – 28. maj 1934), datter af redaktør F.H. Riegels og hustru Kristine født Krieger.